# Yuku et la Fleur de l'Himalaya
Pour plus de détails, voir Fiche technique et Distribution.
Yuku et la Fleur de l'Himalaya est un film d'animation franco-belgo-suisse réalisé par Arnaud Demuynck et Rémi Durin et sorti en 2022.

## Synopsis
En haut des plus hautes montagnes de la terre vit une plante qui se nourrit de la plus parfaite lumière du soleil. Elle s’appelle… la fleur de l’Himalaya. Yuku quitte sa famille pour partir à la recherche de cette fleur à la lumière éternelle. Elle veut l’offrir à sa grand-mère qui a annoncé qu’elle devra bientôt partir avec la petite taupe aveugle dans les méandres de la terre. Mais pour la trouver, il y a un long voyage à parcourir, semé d’obstacles. Il faut traverser le terrible domaine des rats d’égouts sous le château, la prairie aux corbeaux, cruels et voraces, la forêt enchantée où l’on se perd. Et, surtout, le petit pont de la peur, qui est gardé par le loup ! Mais sur son parcours, grâce à sa musique et à ses chansons, Yuku va se faire beaucoup d’amis. Ils sont le bien le plus précieux pour réussir l’aventure de la vie.…

## Fiche technique
- Titre original : Yuku et la Fleur de l'Himalaya
- Réalisation : Arnaud Demuynck et Rémi Durin
- Scénario : Arnaud Demuynck
- Musique : Alexandre Brouillard, David Rémi et Yan Volsy
- Photographie :
- Montage :
- Animation : Sabrina Jollat
- Production :
- Sociétés de production : Vivement lundi !, Nadasdy Film, Les Films du Nord, Artémis Productions et La Boîte... Productions
- Société de distribution : Gebeka Films
- Pays de production :  France,  Belgique et  Suisse
- Langue originale : français
- Format : couleur — 2,35:1
- Genre : Animation et film musical
- Durée : 65 minutes
- Dates de sortie :
  - France : 
    - 15 avril 2022
    - 19 octobre 2022 (en salles)

  - Belgique : 19 octobre 2022

## Distribution
- Lily Demuynck-Deydier : Yuku
- Agnès Jaoui : la renarde
- Arno : le rat
- Tom Novembre : le loup
- Alice on the Roof : le lapin
- Igor Van Dessel : l'écureuil
- Carine Seront : Mamie
- Thierry de Coster : le chat
- Maia Baran : la maman souris
- Martin Spinhayer : le corbeau
- Lou Durin, Manon Durin et Elisabeth Langlois-Bekaert : des petites souris